# Krplivnik

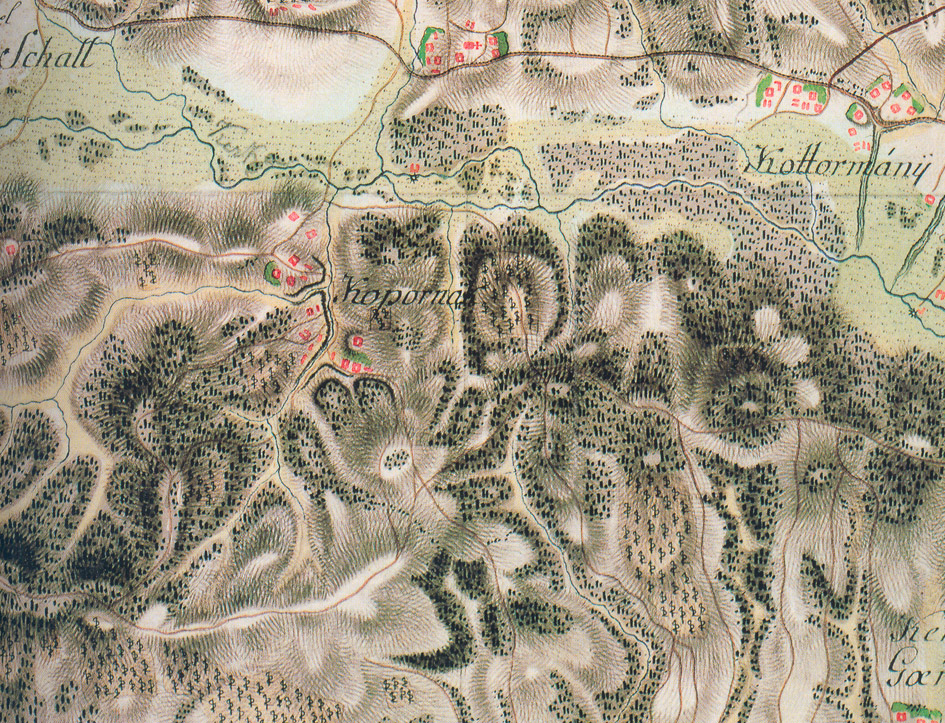
Der Ort Krplivnik/Kapornak mit Umgebung. Ausschnitt aus: Josephinische Landesaufnahme 1782–1785

Krplivnik, ungarisch Kapornak ist ein Dorf und ein Ortsteil der Gemeinde Hodoš (ung. Hodos) in Slowenien. 

## Geographie
Der Ort hat eine Gemarkungsfläche von 5,6 km2 und liegt südlich des Flüsschens Velika Krka (ung. Nagy-Kerka) am Krplivnik-Bach und unmittelbar an der ungarischen Grenze.
Das Dorf besteht aus den Ortsteilen Veliki und Mali Krplivnik (ung. Nagy- und Kiskapornak) und zählte im Jahre 2002 105 überwiegend ungarische Einwohner. Die Siedlung liegt auf 232 m, leicht erhöht am Rand des breiten Krkatales, das von weitläufigen Wiesen- und Ackerflächen durchzogen wird. Der Süden der Dorfgemarkung ist hügelig und bewaldet.

## Geschichte
Der Ort wird erstmals im Jahre 1428 urkundlich genannt: „Kapornok in districtu Ewrseg“. Die Ansiedlung gehörte folglich zu den 18 Gemeinden des Örség, einer privilegierten Region im Komitat Eisenburg/Vas die in alten Urkunden als "Eörségh", „Örséger Land“, als „peculium“ der heiligen Krone vorkommt. Die Siedlung Domaföld, die urkundlich im Jahre 1431 erwähnt wird (Cheke de Domafelde), lässt sich bis zum Ende des 19. Jahrhunderts als Ortsteil belegen, heute ist sie verschollen.
In einer Beschreibung der Diözese Győr/Raab für das Jahr 1698 ist aufgezeichnet, dass die Bewohner des Dorfes „Capornak“ der katholischen Pfarre „St. Andreas in Hodos“ angehörig waren.
Im Jahre 1890 wird das Dorf amtlich Kapornak bezeichnet und hatte 210 Einwohner, davon bekannten sich 204 als Ungarn, 2 als Deutsche und 4 als Slowenen. Der Ort lag im Bezirk Szentgotthárd (slow. Monošter) im ungarischen Komitat Vas/Eisenburg.
Der Vertrag von Trianon schlug das Dorf am 4. Juni 1920, ohne dass die Bevölkerung befragt wurde, dem Königreich SHS zu. Für den nun amtlich Krplivnik genannten Ort wurden bei der Volkszählung am 31. Januar 1921 folgende Daten ermittelt: 252 Einwohner, 235 Ungarn, 11 Slowenen und 6 anderer Ethnien, von diesen 252 Bewohnern bekannten sich 52 zum katholischen, 150 zum evangelischen und 50 zum kalvinistischen Glauben.
Bei der Zählung im Jahre 1931 wurden 240 Einwohner ermittelt, im Jahre 1961 waren es noch 208 und für das Jahr 1971 sind folgende Zahlen bekannt: 183 Einwohner, 49 Häuser, 48 Haushalte und 175 Dorfbewohner, die ausschließlich von der Landwirtschaft leben.